# Paul Croeber
Otto Paul Croeber (* 8. August 1874 in Dresden, Königreich Sachsen; † 1928) war ein deutscher Porträtmaler.

## Leben und Wirken
Er war der Sohn des Kaufmanns Friedrich Otto Gröber (1838–1910) aus Dresden und dessen Ehefrau Sophie Pauline geborene Böttger (1845–1912). Nach dem Besuch des Gymnasiums in Dresden trat er zu Ostern 1893 in das väterliche Geschäft ein. Doch der Kaufmannsberuf war auf Dauer nichts für den künstlerisch begabten Paul Croeber. Nach zweieinhalb Jahren verließ er die väterliche Firma, um sich vollständig seiner Künstlerlaufbahn zu widmen, die hauptsächlich sein Vater finanzierte. Er besuchte die Königlich Sächsische Kunstakademie in Dresden, die er 1899 verließ. Im Oktober 1899 ging er nach Württemberg, um in Stuttgart bis 1901 die dortige Kunstschule zu besuchen. Im Herbst 1901 wechselte er nach Italien nach Rom, von wo er nach zweijährigem Aufenthalt in die sächsische Residenzstadt Dresden zurückkehrte. Ab 1910 war er überwiegend in England tätig.
Croeber spezialisierte sich auf die Bildnismalerei, weshalb seine Werke hauptsächlich im Privat- oder Familienbesitz sind. Daneben fertigte er auch Lithographien (darunter Selbstporträts). Einige Werke befinden sich im Kupferstichkabinett in Dresden und in den städtischen Kunstsammlungen Chemnitz.
1906 war er auf der Großen Berliner Kunstausstellung und auf der Sächsischen Kunstausstellung in Dresden sowie 1908 auf der Deutschen Kunstausstellung in Bremen vertreten. Seine 1907 im Dresdener Kunstsalon Emil Richter stattfindende Kollektivausstellung traf bei Kritikern auf positive Resonanz.
Er war väterlicher Freund und Förderer des aus dem Zittauer Gebirge stammenden Malers Willy Müller-Lückendorf.